# Sarcoscypha coccinea
Sarcoscypha coccinea, vulgarmente conhecido como taça escarlate, é uma espécie de fungo da família Sarcoscyphaceae, da ordem Pezizales. Este fungo tem uma distribuição ampla no hemisfério norte, podendo ser encontrado na África, Ásia, Europa, América do Norte e Austrália. Espécie-tipo do género Sarcoscypha, tem sido conhecida por muitos nomes diferentes desde a sua primeira aparição na literatura científica em 1772. A análise filogenética mostra que esta espécie é mais aparentada com outras espécies de Sarcoscypha que contêm numerosas pequenas gotículas de óleo nos seus esporos, incluindo a espécie insular europeia S. macaronesica. Devido às suas aparências semelhantes e distribuições por vezes sobrepostas, S. coccinea pode ser confundida com S. occidentalis, S. austriaca, ou S. dudleyi.
Este fungo sapróbico cresce sobre ramos de árvore em decomposição no chão das florestas e os seus corpos frutíferos são visíveis geralmente nos meses mais frios, durante o inverno e início da primavera. O vermelho brilhante do interior das “taças” – do qual o fungo deriva tanto o seu nome vulgar como o seu nome específico – contrasta com o exterior de coloração mais clara. A comestibilidade dos corpos frutíferos não se encontra claramente estabelecida, mas o seu pequeno tamanho, textura dura e frutificações pouco substanciais são suficientes para dissuadir a maioria das pessoas de os colher para consumo. Tem sido usado como planta medicinal pelos índios da tribo Oneida, e como componente colorido de decorações de mesa na Inglaterra. A espécie Molliardiomyces eucoccinea é uma forma imperfeita deste fungo, que carece de um estágio de reprodução sexuada no seu ciclo de vida.

## Taxonomia e designação

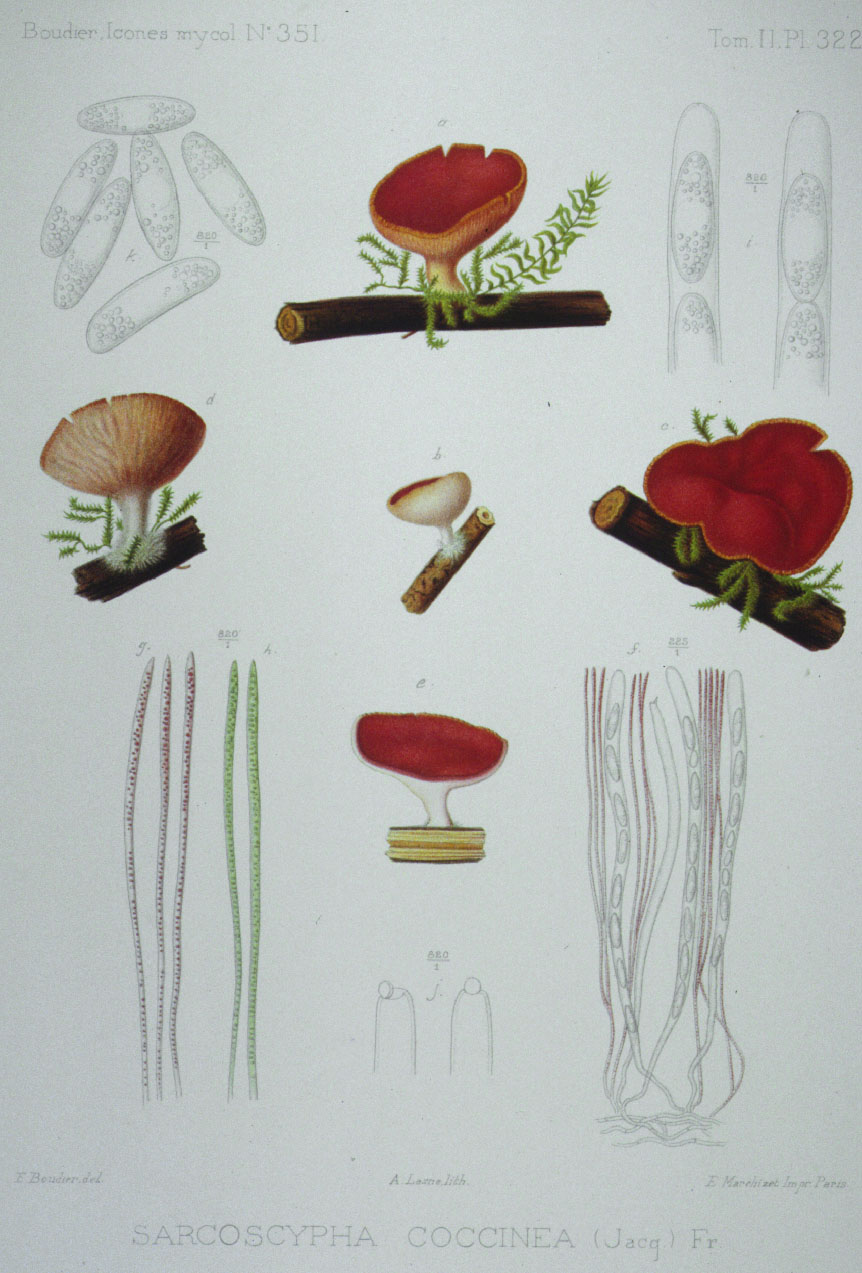
Desenhos de Jean Louis Émile Boudier

Esta espécie foi originalmente designada Helvella coccinea pelo naturalista italiano Giovanni Antonio Scopoli em 1772. Outros nomes antigos são Peziza coccinea (Nikolaus Joseph von Jacquin, 1774) e Peziza dichroa (Theodor Holmskjold, 1799). Apesar de alguns autores terem aplicado o nome genérico Plectania a este taxon  a seguir à renomeação por Karl Fuckel em 1870 (por exemplo, Seaver, 1928; Kanouse, 1948; Nannfeldt, 1949; Le Gal, 1953), aquele nome é actualmente usado para fungos com corpos frutíferos negro-acastanhados. O seu nome actual foi atribuído por Jean Baptiste Émil Lambotte em 1889.
Sinónimos obrigatórios (nomes diferentes para a mesma08 espécie baseados num mesmo tipo) incluem Lachnea coccinea Gillet (1880), Macroscyphus coccineus Gray (1821), e Peziza dichroa Holmskjold (1799). Sinónimos taxonómicos (nomes diferentes para a mesma espécie, baseados em tipos diferentes) incluem Peziza aurantia Schumacher (1803), Peziza aurantiaca Persoon (1822), Peziza coccinea Jacquin (1774), Helvella coccinea Schaeffer (1774), Lachnea coccinea Phillips (1887), Geopyxis coccinea Massee (1895), Sarcoscypha coccinea Saccardo ex Durand (1900), Plectania coccinea (Fuckel ex Seaver), e Peziza cochleata Batsch (1783).
Sarcoscypha coccinea é a espécie-tipo do género Sarcoscypha, tendo sido explicitamente designada como tal pela primeira vez em 1931 por Frederic Edward Clements e Cornelius Lott Shear. Uma publicação de 1990 revelou que o nome genérico Sarcoscypha havia sido previamente usado por Carl F.P. von Martius como nome de uma tribo do género Peziza e segundo as regras da Nomenclatura Botânica, tal significava que o nome genérico Peziza tinha prioridade sobre Sarcoscypha. Para resolver este dilema taxonómico, conservou-se o nome genérico Sarcoscypha em detrimento de  Peziza, sendo S. coccinea a espécie-tipo, de forma a "evitar a criação de um novo nome genérico para as taças escarlates e também para evitar a perda desvantajosa de um nome genérico amplamente utilizado nas literaturas científica e popular". O epíteto específico coccinea deriva do termo latino para vermelho forte.
S. coccinea var. jurana foi descrito por Jean Boudier (1903) como uma variedade da espécie, tendo um corpo frutífero mais brilhante e alaranjado, com ascósporos achatados. Hoje é conhecido como uma espécie totalmente distinta S. jurana. S. coccinea var. albida, designada por George Edward Massee em 1903 (como Geopyxis coccinea var. albida), tem superfície interior de cor creme e não vermelha, mas é em tudo o mais idêntica à variedade típica.
Dentro da grande região que inclui a zona boreal temperada a alpina do hemisfério norte (Europa e América do Norte), apenas S. coccinea havia sido identificada até à década de 1980. Contudo, sabia-se desde o início do século XX que existiam vários táxons macroscopicamente indistinguíveis com várias diferenças microscópicas: a disribuição e número de gotas de óleo nos esporos frescos; comportamento de germinação; e forma dos esporos. A análise detalhada e comparação de espécimes frescos revelou que aquilo que havia sido coletivemante designado S. coccinea consistia afinal de quatro espécies diferentes: S. austriaca, S. coccinea, S. dudleyi, and S. jurana.

## Filogenia
|  | \| \| S. coccinea[20] \| \| \| \| \| \| S. macaronesica \| \| \| \| |
|  |                                                                     |
|  | S. austriaca                                                        |
|  |                                                                     |
|  | S. humberiana                                                       |
|  |                                                                     |
|  | S. coccinea                                                         |
|  |                                                                     |
|  | S. macaronesica                                                     |
|  |                                                                     |

|  | S. coccinea     |
|  |                 |
|  | S. macaronesica |
|  |                 |

|  | \| \| S. coccinea[20] \| \| \| \| \| \| S. macaronesica \| \| \| \| |
|  |                                                                     |
|  | S. austriaca                                                        |
|  |                                                                     |
|  | S. humberiana                                                       |
|  |                                                                     |
|  | S. coccinea                                                         |
|  |                                                                     |
|  | S. macaronesica                                                     |
|  |                                                                     |

|  | S. coccinea     |
|  |                 |
|  | S. macaronesica |
|  |                 |

|  | \| \| S. coccinea[20] \| \| \| \| \| \| S. macaronesica \| \| \| \| |
|  |                                                                     |
|  | S. austriaca                                                        |
|  |                                                                     |
|  | S. humberiana                                                       |
|  |                                                                     |
|  | S. coccinea                                                         |
|  |                                                                     |
|  | S. macaronesica                                                     |
|  |                                                                     |

|  | S. coccinea     |
|  |                 |
|  | S. macaronesica |
|  |                 |

|  | \| \| S. coccinea[20] \| \| \| \| \| \| S. macaronesica \| \| \| \| |
|  |                                                                     |
|  | S. austriaca                                                        |
|  |                                                                     |
|  | S. humberiana                                                       |
|  |                                                                     |
|  | S. coccinea                                                         |
|  |                                                                     |
|  | S. macaronesica                                                     |
|  |                                                                     |

|  | S. coccinea     |
|  |                 |
|  | S. macaronesica |
|  |                 |

|  | \| \| S. coccinea[20] \| \| \| \| \| \| S. macaronesica \| \| \| \| |
|  |                                                                     |
|  | S. austriaca                                                        |
|  |                                                                     |
|  | S. humberiana                                                       |
|  |                                                                     |
|  | S. coccinea                                                         |
|  |                                                                     |
|  | S. macaronesica                                                     |
|  |                                                                     |

|  | S. coccinea     |
|  |                 |
|  | S. macaronesica |
|  |                 |

|  | \| \| S. coccinea[20] \| \| \| \| \| \| S. macaronesica \| \| \| \| |
|  |                                                                     |
|  | S. austriaca                                                        |
|  |                                                                     |
|  | S. humberiana                                                       |
|  |                                                                     |
|  | S. coccinea                                                         |
|  |                                                                     |
|  | S. macaronesica                                                     |
|  |                                                                     |

|  | S. coccinea     |
|  |                 |
|  | S. macaronesica |
|  |                 |

|  | \| \| S. coccinea[20] \| \| \| \| \| \| S. macaronesica \| \| \| \| |
|  |                                                                     |
|  | S. austriaca                                                        |
|  |                                                                     |
|  | S. humberiana                                                       |
|  |                                                                     |
|  | S. coccinea                                                         |
|  |                                                                     |
|  | S. macaronesica                                                     |
|  |                                                                     |

|  | S. coccinea     |
|  |                 |
|  | S. macaronesica |
|  |                 |

|  | \| \| S. coccinea[20] \| \| \| \| \| \| S. macaronesica \| \| \| \| |
|  |                                                                     |
|  | S. austriaca                                                        |
|  |                                                                     |
|  | S. humberiana                                                       |
|  |                                                                     |
|  | S. coccinea                                                         |
|  |                                                                     |
|  | S. macaronesica                                                     |
|  |                                                                     |

|  | S. coccinea     |
|  |                 |
|  | S. macaronesica |
|  |                 |

As relações filogenéticas no género Sarcoscypha foram estudadas por Francis Harrington no final da década de 1990. A análise cladística utilizou a comparação de sequências de ADN do espaçador interno transcrito no ARN não-funcional além de quinze caracteres morfológicos, como características dos esporos, forma do corpo frutífero, e o grau de encaracolamento dos “pelos” do tomento. Com base nesta análise, S. coccinea faz parte de um clado que inclui as espécies S. austriaca, S. macaronesica, S. knixoniana e S. humbersiana. Todas estas espécies de Sarcoscypha têm numerosas gotículas de óleo nos seus esporos. O seu parente mais próximo, S. macaronesica, encontra-se distribuído pelas ilhas Canárias e Madeira; Harrington colocou a hipótese de o ancestral comum mais recente destas duas espécies ser originário da Europa a partir de onde se dispersou para as ilhas vizinhas.

## Descrição

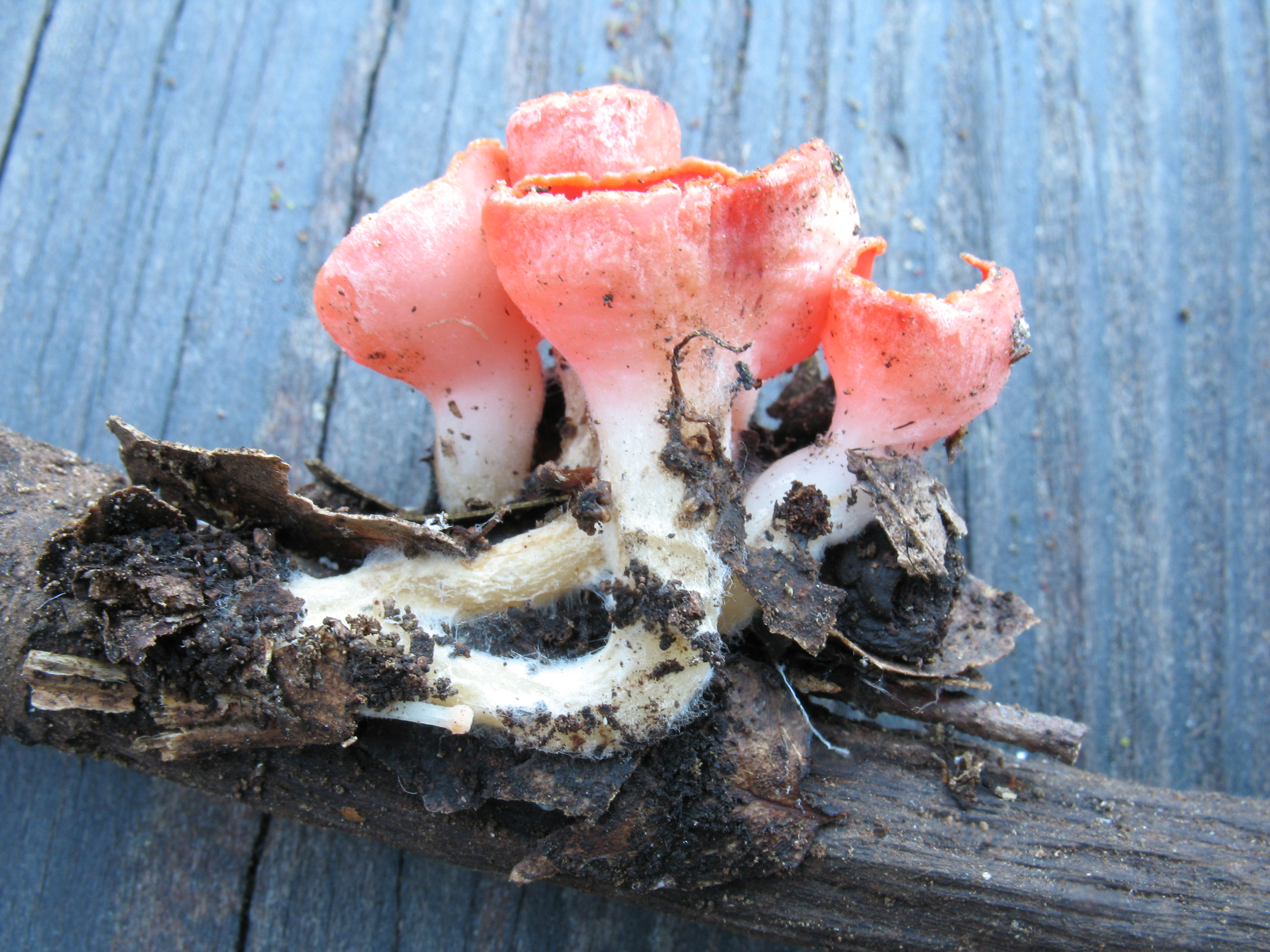
Os pés e a superfície exterior são menos coloridos que o interior

Os corpos frutíferos têm forma de pires ou taça com bordas enroladas, medindo 2 – 5 cm de diâmetro. A superfície interior da taça é vermelha (tornando-se alaranjada quando seca) e lisa, enquanto a superfície exterior é esbranquiçada e coberta por uma camada densa de pequenos pelos (tomento). O estipe, quando presente, é robusto e com comprimento de até 4 cm (se enterrado) e 0,7 a 1 cm de espessura, esbranquiçado e tomentoso. Existem variantes de cor deste fungo que têm pigmentação reduzida ou ausente; estas formas podem ser alaranjadas, amarelas ou mesmo brancas (como a variedade albida). Nos Países Baixos, foram encontrados corpos frutíferos brancos crescendo nos polders.
Sarcoscypha coccinea é um dos poucos fungos cujos corpos frutíferos são dignos de nota por produzirem um som de sopro - uma manifestação audível da descarga de esporos quando milhares de ascos explodem simultaneamente para libertarem uma nuvem de esporos.
Os esporos têm dimensões 26–40 por 10–12 µm, são elípticos, lisos, translúcidos e têm pequenas gotículas lipídicas concentradas em cada extremidade. Os ascos são compridos e cilíndricos, afunilando no lado da base como um caule; medem 300–375 por 14–16 µm. Enquanto que na maioria dos Pezizales todos os ascósporos são formados simultaneamente por delimitação por uma membrana interior e outra exterior, em S. coccinea os ascósporos localizados nas partes basais do asco desenvolvem-se mais depressa. As paráfises (hifas filamentosas estéreis presentes no himénio) têm uma largura de aproximadamente 3 µm, e contêm grânulos de pigmento vermelho.

### Forma anamorfa
Os fungos imperfeitos ou anamórficos, são aqueles que parecem não ter um estágio sexual no seu ciclo de vida, e tipicamente reproduzem-se por mitose em estruturas chamadas conídios. Em alguns casos, o estágio sexual, ou teleomórfico, é identificado mais tarde, e é estabelecida uma relação teleomorfo-anamorfo entre as espécies. O Código Internacional de Nomenclatura Botânica permite o reconhecimento de dois (ou mais) nomes para um mesmo organismo, um baseado no teleomorfo, o(s) outro(s) restringidos ao anamorfo. O estado anamórfico de S. coccinea é Molliardiomyces eucoccinea, descrito pela primeira vez por Marin Molliard em 1904. Molliard achou que o crescimento dos conídios assemelhava-se mais àqueles dos géneros Coryne e Chlorospleniumdo que aos de Pezizaceae, e considerou que tal sugeria uma afinidade entre Sarcoscypha e a família Helvellaceae. Em 1972, John W. Paden descreveu novamente este anamorfo, mas tal como Molliard, não conseguiu fornecer uma descrição completa da espécie. Em 1984, Paden criou um novo género ao qual chamou Molliardiomyces para conter as formas anamórficas de várias espécies de Sarcoscypha, e seleccionou Molliardiomyces eucoccinea como espécie-tipo. Esta forma produz conidióforos incolores (talos especializados que têm conídios) que são geralmente irregularmente ramificados, medindo 30–110 por 3.2–4.7 µm. Os conídios são têm uma forma que vai de elipsoidal a oval, são lisos, translúcidos e medem 4.8–16.0 por 2.3–5.8 µm; tendem a acumular-se em "massas mucilaginosas ".

### Espécies semelhantes
|                       |  |                     |
| Sarcoscypha austriaca |  | Sarcoscypha dudleyi |

Entre as espécies semelhantes contam-se S. dudleyi e S. austriaca, e na literatura, é comum a confusão entre as três. O exame de características microscópicas é muitas vezes necessário para diferenciar definitivamente as várias espécies. Sarcoscypha occidentalis tem taças menores (diâmetro 0.5–2.0 cm), um pé mais pronunciado com 1–3 cm de comprimento, e uma superfície exterior lisa. Ao contrário de S. coccinea, é encontrada apenas no Novo Mundo e na América do Norte oriental e no Midwest dos Estados Unidos. Ocorre também na América Central e Caraíbas. Na América do Norte, S. austriaca e S. dudleyi são encontradas nas regiões orientais do continente. S. dudleyi tem esporos elípticos com extermidades arredondadas com dimensões 25–33 por 12–14 µm e completamente embainhados quando frescos. S. austriaca tem esporos elípticos com dimensões 29–36 por 12–15 µm não totalmente embainhados quando frescos, mas tendo pequenas capas polares em cada extremidade. A espécie macaronésia S. macaronesica, frequentemente incorrectamente identificada como S. coccinea, tem esporos menores, medindo tipicamente 20.5–28 por 7.3–11 µm e corpos frutíferos menores – até 2 cm de largura.

## Habitat e distribuição
Sendo uma espécie sapróbica Sarcoscypha coccinea desenvolve-se em material lenhoso de várias plantas: Rosaceae, faia, aveleira, salgueiro, ulmeiro, e no Mediterrâneo em Quercus. Os corpos frutíferos de Sarcoscypha coccinea são muitas vezes encontrados crescendo sozinhos ou em grupos em paus enterrados ou parcialmente enterrados em florestas de decíduas. Um estudo húngaro nota que o fungo era encontrado sobretudo em ramos de Carpinus betulus que tinham tipicamente menos de 5 cm de comprimento.
Os corpos frutíferos que crescem acima do solo tendem a ser  menores que os que crescem em madeira enterrada. Os cogumelos que crescem abrigados do vento também crescem mais que aqueles que estão mais expostos. Os corpos frutíferos são persistentes e podem durar várias semanas se o tempo for frio. Um estudo estimou que o tempo de desenvolvimento dos corpos frutíferos é de aproximadamente 24 semanas, embora fosse salientado que "a esperança máxima de vida pode muito bem ser superior a 24 semanas porque o declínio das colónias pareceu estar mais associado ao tempo soalheiro e ventoso, do que à idade." Um guia de campo diz que "é uma vista bem-vinda após um inverno longo e desesperado, e é um arauto de um novo ano com cogumelos."
Comum em grande parte do hemisfério norte, ocorre no midwest americano, nos vales da Costa do Pacífico, na Sierra Nevada e na Cordilheira das Cascatas. Na América do Norte a sua distribuição geográfica estende-se para norte até à Colúmbia Britânica e até Jalisco, no México, a sul. Foi também recolhido no Chile, na América do Sul. É também encontrado na Europa, África, Ásia, Austrália e Índia. Concluiu-se que espécimes colhidos nas ilhas Macaronésias que se julgavam ser de S. coccinea eram afinal da espécie distinta S. macaronesica. Um estudo britânico de 1995 sobre a ocorrência do fungo nas ilhas britânicas (incluindo S. coccinea e S. austriaca) concluíram que S. coccinea estava a tornar-se muito rara na Grã-Bretanha. Todas as espécies de Sarcoscypha, incluindo S. coccinea, são consideradas como estando em risco na Europa.

## Química
Os pigmentos carotenóides plectaniaxantina e betacaroteno encontram-se em grânulos nas paráfises. O micologista Arthur Henry Reginald Buller sugeriu que os pigmentos nos corpos frut+iferos expostos ao sol, absorvem alguns dos raios de sol, elevando a temperatura do himénio - acelerando o desenvolvimento dos ascos e a descarga de esporos subsequente.
As lectinas são proteínas que se ligam aos açúcares usadas na determinação do tipo sanguíneo, estudos bioquímicos e pesquisa médica. Foi purificada e caracterizada uma lectina a partir dos corpos frutíferos de S. coccinea a qual pode ligar-se selectivamente a moléculas de carboidratos específicas incluindo a lactose.

## Usos

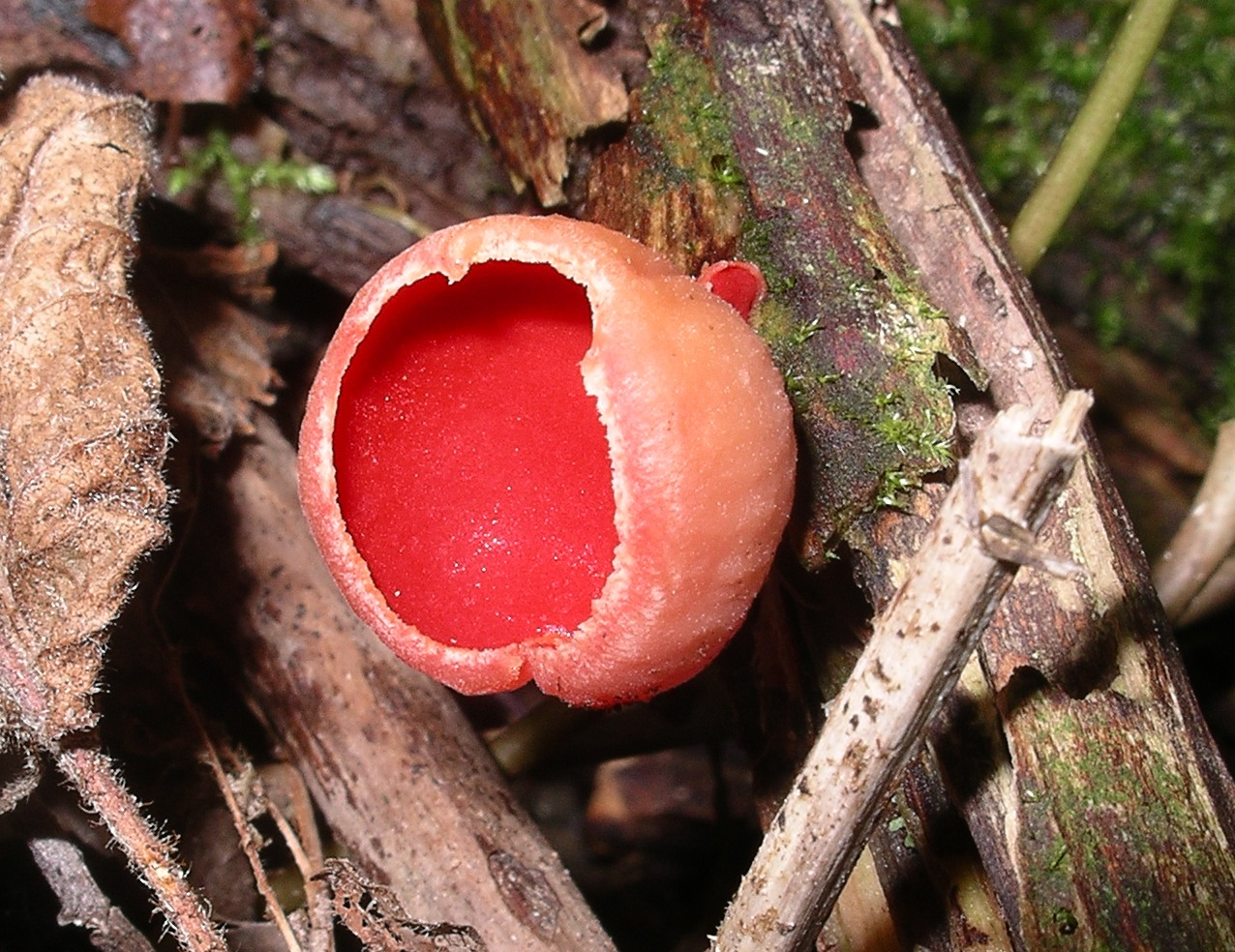
Próximo de Llandegfan, Gales

Sarcoscypha coccinea era usado como planta medicinal pelos índios Oneida, e possivelmente por outras tribos das Seis Nações Iroquesas. Após seco e moído em pó, o fungo era aplicado como hemostático sobretudo nos umbigos dos recém-nascidos que não cicatrizavam bem após o corte do cordão umbilical. Corpos frutíferos pulverizados eram também mantidos sob ligaduras feitas de pele de veado macia. Em Scarborough, Inglaterra, usavam-se os corpos frutíferos, com musgo e folhas, para fazer decorações para mesas.

### Comestibilidade
A espécie é considerada comestível, não-comestível, ou "não recomendada ", dependendo do autor. Ainda que o seu corpo frutífero pouco substancial e o seu número reduzido tornem esta espécie pouco adequada ao consumo, uma fonte relata "diz-se que crianças no Jura o comem cru com pão e manteiga; e um autor francês sugere adicionar as taças, com um pouco de Kirsch, a uma salada de fruta fresca." Sabe-se que os corpos frutíferos são uma fonte de alimento para os roedores durante o inverno, e para lesmas durante o verão.
- Este artigo foi inicialmente traduzido, total ou parcialmente, do artigo da Wikipédia em inglês cujo título é «Sarcoscypha coccinea», especificamente desta versão.